# Liste der Wappen mit dem Pfälzer Löwen

Pfälzer Löwe

Die Liste der Wappen mit dem Pfälzer Löwen enthält Kommunalwappen sowie weitere Wappen und Logos, auf denen der Pfälzer Löwe abgebildet ist.
Für die Wappen, die von der Herrschaft der Vögte von Weida, Gera und Plauen abgeleitet sind, siehe: Liste von Wappen, die an die Herrschaft der Vögte erinnern.

## Der Pfälzer Löwe in Wappen von Gebietskörperschaften und Verwaltungseinheiten
Legende zu den Spalten
- Status:

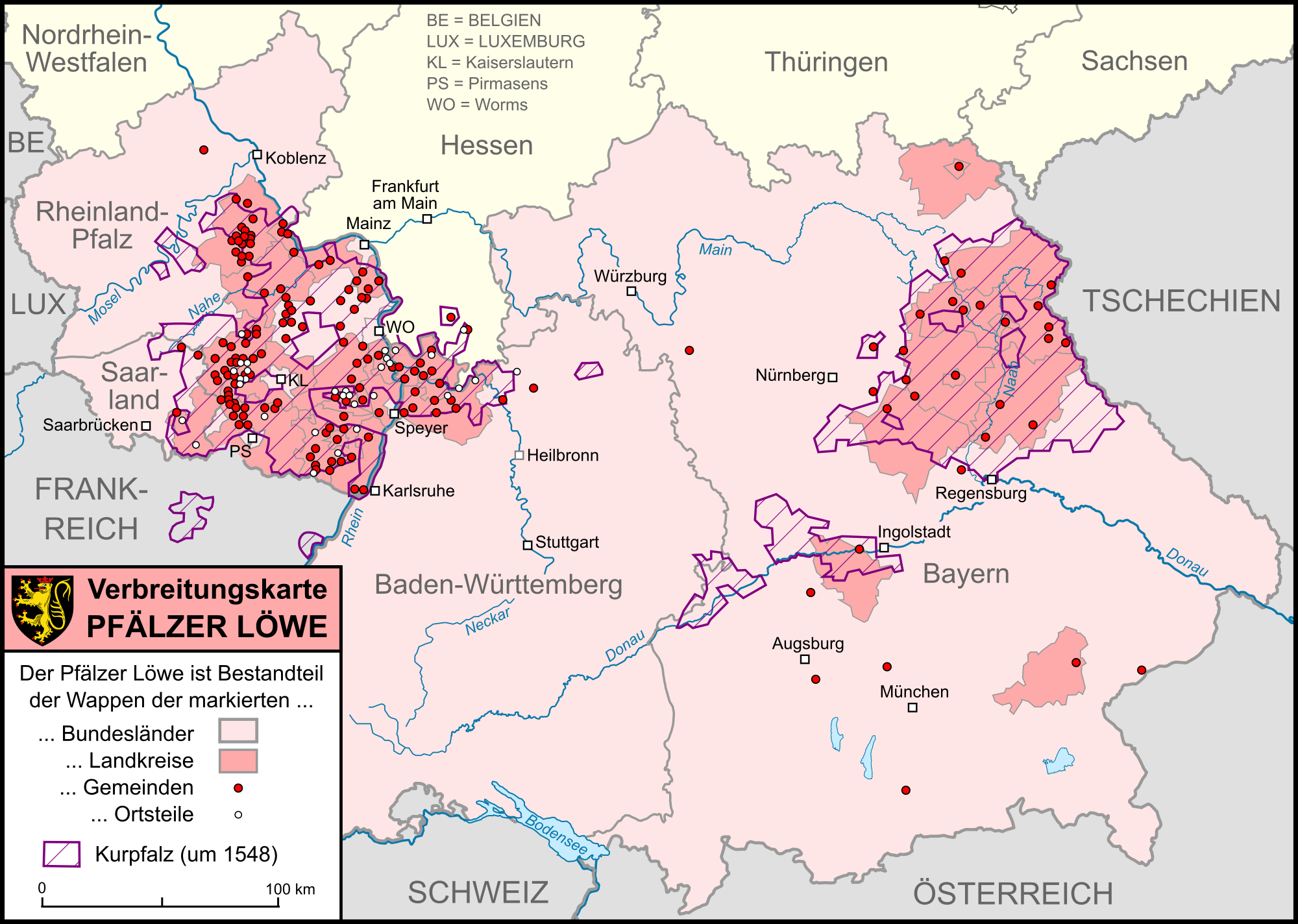
Verbreitung des Pfälzer Löwen

  - Bundesland = Land der Bundesrepublik Deutschland
  - ehem. Gem. = ehemalige Gemeinde
  - ehem. RB = ehemaliger Regierungsbezirk
  - höherer KV = höherer Kommunalverband
  - ehem. LK = ehemaliger Landkreis
  - Ortsteil = Gemeindeteil/Stadtteil/Ortsteil und andere Verwaltungseinheiten unterhalb der Gemeindeebene
  - VG = Verbandsgemeinde
  - ehem. VG = ehemalige Verbandsgemeinde
- Besonderheiten:
  - Nur Angaben zu Abweichungen von der üblichen Abbildung bzw. Wikilinks auf eigenständige Wappenartikel

| Wappen | Status                 | Name                                             | VG / Kreis / Regierungsbezirk            | Bundesland          | Besonderheiten                                                                   |
| ------ | ---------------------- | ------------------------------------------------ | ---------------------------------------- | ------------------- | -------------------------------------------------------------------------------- |
|        | Stadt                  | Neustadt an der Weinstraße                       | Neustadt an der Weinstraße               | Rheinland-Pfalz     |                                                                                  |
|        | Stadt                  | Heidelberg                                       | Heidelberg                               | Baden-Württemberg   | auf grünem Dreiberg                                                              |
|        | Stadt                  | Pleystein                                        | Neustadt an der Waldnaab                 | Bayern              |                                                                                  |
|        | Stadt                  | Schriesheim                                      | Rhein-Neckar-Kreis                       | Baden-Württemberg   | auf zwei schräggekreuzten Pfeilen stehend                                        |
|        | ehem. Gem.             | Grügelborn zu Freisen                            | Landkreis St. Wendel                     | Saarland            |                                                                                  |
|        | Stadt                  | Altdorf bei Nürnberg                             | Nürnberger Land                          | Bayern              | trägt einen Schild                                                               |
|        | Gemeinde               | Altrip                                           | Rhein-Pfalz-Kreis                        | Rheinland-Pfalz     | unbekrönt, hält einen Wappenschild                                               |
|        | ehem. Gem.             | Dilsberg zu Neckargemünd                         | Rhein-Neckar-Kreis                       | Baden-Württemberg   | unbekrönt, hält einen Wappenschild                                               |
|        | Stadt                  | Frankenthal (Pfalz)                              | Frankenthal (Pfalz)                      | Rheinland-Pfalz     |                                                                                  |
|        | Ortsgemeinde           | Horschbach                                       | VG Kusel-Altenglan                       | Rheinland-Pfalz     | belegt mit einem schrägen silbernen Wellenband                                   |
|        | Gemeinde               | Lambsheim                                        | Rhein-Pfalz-Kreis                        | Rheinland-Pfalz     | hält einen Wappenschild                                                          |
|        | höherer KV             | Pfalz (Bezirksverband)                           | Pfalz (Region)                           | Rheinland-Pfalz     |                                                                                  |
|        | ehem. Bezirk           | Rheinpfalz                                       |                                          | Königreich Bayern   |                                                                                  |
|        | Stadt                  | Bad Sobernheim                                   | Bad Kreuznach                            | Rheinland-Pfalz     | hält das Mainzer Rad in den Vorderpranken                                        |
|        | höherer KV             | Oberbayern                                       |                                          | Bayern              |                                                                                  |
|        | Ortsgemeinde           | Klosterkumbd                                     | VG Simmern/Hunsrück                      | Rheinland-Pfalz     | doppelschwänzig, trägt ein goldenes Schwert                                      |
|        | Stadt                  | Rheinböllen                                      | VG Simmern/Hunsrück                      | Rheinland-Pfalz     |                                                                                  |
|        | Ortsgemeinde           | Quirnbach/Pfalz                                  | VG Oberes Glantal                        | Rheinland-Pfalz     | unbekrönt, widersehend, Schwarz und Gold vertauscht                              |
|        | ehem. LK               | Mannheim                                         |                                          | Baden-Württemberg   |                                                                                  |
|        | Stadt                  | Ludwigshafen                                     | Ludwigshafen                             | Rheinland-Pfalz     | unbekrönt, golden bewehrt, widersehend, als Schildhalter                         |
|        | Gemeinde               | Flossenbürg                                      | Neustadt an der Waldnaab                 | Bayern              | rot gekrönt und bewehrt                                                          |
|        | ehem. Gem.             | Hammelbach zu Grasellenbach                      | Bergstraße                               | Hessen              |                                                                                  |
|        | Stadt                  | Braunau am Inn                                   | Bezirk Braunau am Inn                    | Oberösterreich      |                                                                                  |
|        | Stadt                  | Hof (Saale)                                      | Hof (Saale)                              | Bayern              | siehe auch: Wappen und Siegel der Vögte                                          |
|        | Stadt                  | Lindenfels                                       | Bergstraße                               | Hessen              |                                                                                  |
|        | Markt                  | Lauterhofen                                      | Neumarkt in der Oberpfalz                | Bayern              | zwei einander zugekehrte Löwen                                                   |
|        | Bundesland             | Baden-Württemberg                                |                                          | Baden-Württemberg   | Wappendetails                                                                    |
|        | Ortsgemeinde           | Aspisheim                                        | VG Sprendlingen-Gensingen                | Rheinland-Pfalz     | unbekrönt                                                                        |
|        | Ortsgemeinde           | Bechhofen (Pfalz)                                | VG Zweibrücken-Land                      | Rheinland-Pfalz     | unbekrönt                                                                        |
|        | Gemeinde               | Edingen-Neckarhausen                             | Rhein-Neckar-Kreis                       | Baden-Württemberg   | unbekrönt                                                                        |
|        | Ortsgemeinde           | Föckelberg                                       | VG Kusel-Altenglan                       | Rheinland-Pfalz     | belegt mit einem schrägen silbernen Wellenband                                   |
|        | Verbandsgemeinde       | Gau-Algesheim                                    | Mainz-Bingen                             | Rheinland-Pfalz     |                                                                                  |
|        | Stadt                  | Grafenwöhr                                       | Neustadt an der Waldnaab                 | Bayern              |                                                                                  |
|        | Stadt                  | Mannheim                                         | Mannheim                                 | Baden-Württemberg   |                                                                                  |
|        | ehem. Gem.             | Matzenbach                                       | Landkreis Kusel                          | Rheinland-Pfalz     | unbekrönt, trägt ein goldenes Mühlrad                                            |
|        | Ortsgemeinde           | Nanzdietschweiler                                | VG Oberes Glantal                        | Rheinland-Pfalz     | unbekrönt                                                                        |
|        | Ortsgemeinde           | Neunkirchen am Potzberg                          | VG Kusel-Altenglan                       | Rheinland-Pfalz     |                                                                                  |
|        | Ortsgemeinde           | Niederkumbd                                      | VG Simmern/Hunsrück                      | Rheinland-Pfalz     | unbekrönt                                                                        |
|        | Landkreis              | Rhein-Hunsrück-Kreis                             |                                          | Rheinland-Pfalz     |                                                                                  |
|        | Ortsgemeinde           | Rieschweiler-Mühlbach                            | VG Thaleischweiler-Fröschen – Wallhalben | Rheinland-Pfalz     |                                                                                  |
|        | Landkreis              | Südwestpfalz                                     |                                          | Rheinland-Pfalz     |                                                                                  |
|        | ehem. Gem.             | Moosbrunn zu Schönbrunn                          | Rhein-Neckar-Kreis                       | Baden-Württemberg   | unbekrönt, Schwarz und Gold getauscht, schwarz bewehrt, rot bezungt              |
|        | Landkreis              | Rhein-Neckar-Kreis                               |                                          | Baden-Württemberg   | Schwarz und Gold getauscht, um heraldische Farbregeln zu erfüllen                |
|        | ehem. Gem.             | Wagenschwend zu Limbach                          | Neckar-Odenwald-Kreis                    | Baden-Württemberg   | unbekrönt, Schwarz und Gold getauscht                                            |
|        | ehem. LK               | Sinsheim                                         |                                          | Baden-Württemberg   |                                                                                  |
|        | Ortsgemeinde           | Dienheim                                         | VG Rhein-Selz                            | Rheinland-Pfalz     |                                                                                  |
|        | Ortsgemeinde           | Gondershausen                                    | VG Emmelshausen                          | Rheinland-Pfalz     |                                                                                  |
|        | ehem. Gem.             | Lützelsachsen zu Weinheim                        | Rhein-Neckar-Kreis                       | Baden-Württemberg   |                                                                                  |
|        | Ortsgemeinde           | Maisborn                                         | VG Emmelshausen                          | Rheinland-Pfalz     |                                                                                  |
|        | Stadt                  | Mendig                                           | VG Mendig                                | Rheinland-Pfalz     |                                                                                  |
|        | Landkreis              | Neustadt an der Waldnaab                         | Oberpfalz                                | Bayern              |                                                                                  |
|        | Ortsgemeinde           | Ohmbach                                          | VG Oberes Glantal                        | Rheinland-Pfalz     | unbekrönt                                                                        |
|        | ehem. Gem.             | Oppau zu Ludwigshafen                            | Ludwigshafen                             | Rheinland-Pfalz     | unbekrönt, 1929 bis 1938                                                         |
|        | Stadt                  | Wiesloch                                         | Rhein-Neckar-Kreis                       | Baden-Württemberg   | unbekrönt                                                                        |
|        | ehem. Gem.             | Oppau zu Ludwigshafen                            | Ludwigshafen                             | Rheinland-Pfalz     | bis 1929                                                                         |
|        | Ortsgemeinde           | Altweidelbach                                    | VG Simmern/Hunsrück                      | Rheinland-Pfalz     | unbekrönt                                                                        |
|        | Ortsgemeinde           | Biedershausen                                    | VG Thaleischweiler-Fröschen – Wallhalben | Rheinland-Pfalz     | unbekrönt                                                                        |
|        | Ortsgemeinde           | Lohnweiler                                       | VG Lauterecken-Wolfstein                 | Rheinland-Pfalz     |                                                                                  |
|        | Ortsgemeinde           | Steinalben                                       | VG Waldfischbach-Burgalben               | Rheinland-Pfalz     | unbekrönt                                                                        |
|        | Ortsgemeinde           | Traisen                                          | VG Bad Münster am Stein-Ebernburg        | Rheinland-Pfalz     | bekrönt, einen Rost haltend                                                      |
|        | Ortsgemeinde           | Oberalben                                        | VG Kusel-Altenglan                       | Rheinland-Pfalz     | unbekrönt, vor blau                                                              |
|        | Ortsgemeinde           | Mutterschied                                     | VG Simmern/Hunsrück                      | Rheinland-Pfalz     |                                                                                  |
|        | Stadt                  | Bacharach                                        | VG Rhein-Nahe                            | Rheinland-Pfalz     |                                                                                  |
|        | Ortsgemeinde           | Konken                                           | VG Kusel-Altenglan                       | Rheinland-Pfalz     | unbekrönt, vor blau                                                              |
|        | Ortsgemeinde           | Laubach (Hunsrück)                               | VG Simmern/Hunsrück                      | Rheinland-Pfalz     | doppelschwänzig, unbekrönt                                                       |
|        | Ortsgemeinde           | Steinselz                                        | (Arrondissement Weißenburg)              | (Unterelsass)       |                                                                                  |
|        | ehem. VG               | Nierstein-Oppenheim                              | Mainz-Bingen                             | Rheinland-Pfalz     |                                                                                  |
|        | Ortsgemeinde           | Oberstaufenbach                                  | VG Kusel-Altenglan                       | Rheinland-Pfalz     | unbekrönt                                                                        |
|        | Gemeinde               | Bergheim (Oberbayern)                            | Neuburg-Schrobenhausen                   | Bayern              |                                                                                  |
|        | Gemeinde               | Ilvesheim                                        | Rhein-Neckar-Kreis                       | Baden-Württemberg   |                                                                                  |
|        | Ortsgemeinde           | Lambsborn                                        | Kaiserslautern                           | Rheinland-Pfalz     | unbekrönt                                                                        |
|        | Ortsgemeinde           | Mengerschied                                     | VG Simmern/Hunsrück                      | Rheinland-Pfalz     |                                                                                  |
|        | Gemeinde               | Obrigheim (Baden)                                | Neckar-Odenwald-Kreis                    | Baden-Württemberg   | unbekrönt                                                                        |
|        | Ortsgemeinde           | Reifenberg                                       | VG Thaleischweiler-Fröschen – Wallhalben | Rheinland-Pfalz     | unbekrönt                                                                        |
|        | Gemeinde               | Schefflenz                                       | Neckar-Odenwald-Kreis                    | Baden-Württemberg   | unbekrönt                                                                        |
|        | Ortsgemeinde           | Schmalenberg                                     | VG Waldfischbach-Burgalben               | Rheinland-Pfalz     | unbekrönt                                                                        |
|        | Verbandsgemeinde       | Waldfischbach-Burgalben                          | Südwestpfalz                             | Rheinland-Pfalz     | unbekrönt                                                                        |
|        | Ortsgemeinde           | Seesbach                                         | Bad Kreuznach                            | Rheinland-Pfalz     |                                                                                  |
|        | Bundesland             | Rheinland-Pfalz                                  |                                          | Rheinland-Pfalz     | Wappendetails                                                                    |
|        | Verbandsgemeinde       | Heßheim                                          | Rhein-Pfalz-Kreis                        | Rheinland-Pfalz     | unbekrönt                                                                        |
|        | Verbandsgemeinde       | Lambsheim-Heßheim                                | Rhein-Pfalz-Kreis                        | Rheinland-Pfalz     | unbekrönt, hält einen Wappenschild                                               |
|        | Ortsgemeinde           | Kollweiler                                       | VG Weilerbach                            | Rheinland-Pfalz     | unbekrönt                                                                        |
|        | Landkreis              | Mainz-Bingen                                     | Mainz-Bingen                             | Rheinland-Pfalz     |                                                                                  |
|        | Landkreis              | Kaiserslautern                                   | Kaiserslautern                           | Rheinland-Pfalz     |                                                                                  |
|        | Bundesland             | Bayern                                           |                                          | Bayern              | ohne Krone, Wappendetails                                                        |
|        | Ortsgemeinde           | Dirmstein                                        | Bad Dürkheim                             | Rheinland-Pfalz     |                                                                                  |
|        | Fürstentum             | Kurpfalz                                         |                                          | HRR                 | historisches Wappen                                                              |
|        | Fürstentum             | Pfalz-Neuburg                                    |                                          | HRR                 | historisches Wappen                                                              |
|        | Fürstentum             | Pfalz-Veldenz                                    |                                          | HRR                 | historisches Wappen                                                              |
|        | Ortsgemeinde           | Meckenheim                                       | Bad Dürkheim                             | Rheinland-Pfalz     |                                                                                  |
|        | Stadt                  | Auerbach in der Oberpfalz                        | Amberg-Sulzbach                          | Bayern              |                                                                                  |
|        | Stadt                  | Bärnau                                           | Tirschenreuth                            | Bayern              |                                                                                  |
|        | Stadt                  | Eschenbach in der Oberpfalz                      | Neustadt an der Waldnaab                 | Bayern              |                                                                                  |
|        | ehem. Gem.             | Friesenheim zu Ludwigshafen                      | Ludwigshafen                             | Rheinland-Pfalz     | unbekrönt                                                                        |
|        | Gemeinde               | Haßloch                                          | Bad Dürkheim                             | Rheinland-Pfalz     |                                                                                  |
|        | Stadt                  | Kemnath                                          | Tirschenreuth                            | Bayern              |                                                                                  |
|        | Marktgemeinde          | Mauerkirchen                                     | Braunau am Inn                           | Oberösterreich      |                                                                                  |
|        | Verbandsgemeinde       | Mendig                                           | Landkreis Mayen-Koblenz                  | Rheinland-Pfalz     | ohne Krone, bis 1973                                                             |
|        | Markt                  | Moosbach                                         | Neustadt an der Waldnaab                 | Bayern              |                                                                                  |
|        | ehem. Gem.             | Neckarhausen zu Edingen-Neckarhausen             | Rhein-Neckar-Kreis                       | Baden-Württemberg   |                                                                                  |
|        | Ortsgemeinde           | Niederotterbach                                  | VG Bad Bergzabern                        | Rheinland-Pfalz     |                                                                                  |
|        | Ortsgemeinde           | Oberotterbach                                    | VG Bad Bergzabern                        | Rheinland-Pfalz     |                                                                                  |
|        | Landkreis              | Saarpfalz-Kreis                                  |                                          | Saarland            |                                                                                  |
|        | Stadt                  | Weiden in der Oberpfalz                          | Weiden in der Oberpfalz                  | Bayern              |                                                                                  |
|        | Verbandsgemeinde       | Wachenheim                                       | Bad Dürkheim                             | Rheinland-Pfalz     |                                                                                  |
|        | Stadt                  | Leimen                                           | Rhein-Neckar-Kreis                       | Baden-Württemberg   | ohne Krone, Schwarz und Gold vertauscht                                          |
|        | Ortsgemeinde           | Emmelshausen                                     | VG Emmelshausen                          | Rheinland-Pfalz     |                                                                                  |
|        | ehem. VG               | Grünstadt-Land                                   | Bad Dürkheim                             | Rheinland-Pfalz     |                                                                                  |
|        | ehem. LK               | Tauberbischofsheim                               |                                          | Baden-Württemberg   |                                                                                  |
|        | ehem. VG               | Thaleischweiler-Fröschen                         | Südwestpfalz                             | Rheinland-Pfalz     |                                                                                  |
|        | Ortsgemeinde           | Waldalgesheim                                    | VG Rhein-Nahe                            | Rheinland-Pfalz     |                                                                                  |
|        | Verbandsgemeinde       | Freinsheim                                       | Bad Dürkheim                             | Rheinland-Pfalz     |                                                                                  |
|        | Gemeinde               | Freisen                                          | St. Wendel                               | Saarland            |                                                                                  |
|        | Verbandsgemeinde       | Nieder-Olm                                       | Mainz-Bingen                             | Rheinland-Pfalz     |                                                                                  |
|        | Bundesland             | Saarland                                         |                                          | Saarland            | Wappendetails                                                                    |
|        | Markt                  | Schnaittach                                      | Nürnberger Land                          | Bayern              | unbekrönt, wachsend                                                              |
|        | Ortsgemeinde           | Tiefenbach (Hunsrück)                            | VG Simmern/Hunsrück                      | Rheinland-Pfalz     | unbekrönt                                                                        |
|        | Ortsgemeinde           | Wiesbach (Pfalz)                                 | VG Zweibrücken-Land                      | Rheinland-Pfalz     | unbekrönt                                                                        |
|        | Gemeinde               | Grasellenbach                                    | Bergstraße                               | Hessen              |                                                                                  |
|        | Ortsgemeinde           | Heltersberg                                      | VG Waldfischbach-Burgalben               | Rheinland-Pfalz     | unbekrönt, linksgewendet                                                         |
|        | Ortsteil               | Waldfischbach zu Waldfischbach-Burgalben         | VG Waldfischbach-Burgalben               | Rheinland-Pfalz     | unbekrönt, linksgewendet                                                         |
|        | Ortsgemeinde           | Fronhofen                                        | VG Simmern/Hunsrück                      | Rheinland-Pfalz     | unbekrönt, linksgewendet, doppelschwänzig                                        |
|        | Stadt                  | Dachau                                           | Dachau                                   | Bayern              | linksgewendet                                                                    |
|        | ehem. Gem.             | Sandhofen zu Mannheim                            | Mannheim                                 | Baden-Württemberg   | linksgewendet, goldbewehrt und unbekrönt, hält einen Abtsstab                    |
|        | Markt                  | Hohenfels                                        | Oberpfalz                                | Bayern              | linksblickender, rot gezungter goldener Löwe                                     |
|        | ehem. Gem.             | Mußbach an der Weinstraße zu Neustadt (Weinstr.) | Neustadt an der Weinstraße               | Rheinland-Pfalz     | linksgewendet, unbekrönt                                                         |
|        | Ortsgemeinde           | Wallhalben                                       | VG Thaleischweiler-Fröschen – Wallhalben | Rheinland-Pfalz     | unbekrönt, linksgewendet                                                         |
|        | Ortsgemeinde           | Frankweiler                                      | VG Landau-Land                           | Rheinland-Pfalz     | linksgewendet                                                                    |
|        | ehem. Gem.             | Gimmeldingen zu Neustadt (Weinstr.)              | Neustadt an der Weinstraße               | Rheinland-Pfalz     | linksgewendet                                                                    |
|        | ehem. Gem.             | Haardt an der Weinstraße zu Neustadt (Weinstr.)  | Neustadt an der Weinstraße               | Rheinland-Pfalz     | linksgewendet, unbekrönt                                                         |
|        | ehem. LK               | Heidelberg                                       |                                          | Baden-Württemberg   |                                                                                  |
|        | Landkreis              | Hof                                              | Oberfranken                              | Bayern              | linksgewendet siehe auch:Wappen und Siegel der Vögte                             |
|        | Landkreis              | Kusel                                            |                                          | Rheinland-Pfalz     | linksgewendet, unbekrönt                                                         |
|        | ehem. Gem.             | Lachen-Speyerdorf zu Neustadt (Weinstr.)         | Neustadt an der Weinstraße               | Rheinland-Pfalz     | linksgewendet, unbekrönt                                                         |
|        | Landkreis              | Mühldorf am Inn                                  | Oberbayern                               | Bayern              | linksgewendet                                                                    |
|        | Ortsgemeinde           | Neuerkirch                                       | VG Simmern/Hunsrück                      | Rheinland-Pfalz     | linksgewendet                                                                    |
|        | Landkreis              | Neumarkt in der Oberpfalz                        | Oberpfalz                                | Bayern              | linksgewendet                                                                    |
|        | Landkreis              | Tirschenreuth                                    | Oberpfalz                                | Bayern              | linksgewendet                                                                    |
|        | Ortsgemeinde           | Barbelroth                                       | VG Bad Bergzabern                        | Rheinland-Pfalz     | linksgewendet                                                                    |
|        | Ortsgemeinde           | Birkenhördt                                      | VG Bad Bergzabern                        | Rheinland-Pfalz     | linksgewendet                                                                    |
|        | ehem. LK               | Neustadt an der Weinstraße                       |                                          | Rheinland-Pfalz     |                                                                                  |
|        | Landkreis              | Rhein-Pfalz-Kreis                                |                                          | Rheinland-Pfalz     | linksgewendet, unbekrönt (bis 2003 „Landkreis Ludwigshafen“)                     |
|        | Ortsgemeinde           | Sargenroth                                       | VG Simmern/Hunsrück                      | Rheinland-Pfalz     | linksgewendet, unbekrönt                                                         |
|        | Landkreis              | Südliche Weinstraße                              |                                          | Rheinland-Pfalz     | linksgewendet, unbekrönt                                                         |
|        | Ortsgemeinde           | Külz (Hunsrück)                                  | VG Simmern/Hunsrück                      | Rheinland-Pfalz     | linksgewendet, in Blau mit einer Kirche                                          |
|        | Landkreis              | Bad Dürkheim                                     | Bad Dürkheim                             | Rheinland-Pfalz     | linksgewendet                                                                    |
|        | Gemeinde               | Nohfelden                                        | St. Wendel                               | Saarland            | linksgewendet                                                                    |
|        | Landkreis              | Amberg-Sulzbach                                  | Amberg-Sulzbach                          | Bayern              | linksgewendet                                                                    |
|        | Gemeinde               | Bammental                                        | Rhein-Neckar-Kreis                       | Baden-Württemberg   | linksgewendet, unbekrönt                                                         |
|        | Stadt                  | Edenkoben                                        | VG Edenkoben                             | Rheinland-Pfalz     | linksgewendet                                                                    |
|        | ehem. LK               | Frankenthal (Pfalz)                              |                                          | Rheinland-Pfalz     |                                                                                  |
|        | Gemeinde               | Meckesheim                                       | Rhein-Neckar-Kreis                       | Baden-Württemberg   | linksgewendet, goldbewehrt und unbekrönt                                         |
|        | höherer KV             | Oberpfalz                                        |                                          | Bayern              | linksgewendet                                                                    |
|        | Ortsgemeinde           | Rosenkopf                                        | VG Zweibrücken-Land                      | Rheinland-Pfalz     | unbekrönt, linksgewendet                                                         |
|        | Landkreis              | Schwandorf                                       | Schwandorf                               | Bayern              | linksgewendet                                                                    |
|        | ehem. Gem.             | Waldhilsbach zu Neckargemünd                     | Rhein-Neckar-Kreis                       | Baden-Württemberg   | linksgewendet, unbekrönt                                                         |
|        | Ortsgemeinde           | Walsheim                                         | VG Landau-Land                           | Rheinland-Pfalz     | linksgewendet                                                                    |
|        | Stadt                  | Weinheim                                         | Rhein-Neckar-Kreis                       | Baden-Württemberg   | linksgewendet                                                                    |
|        | Gemeinde               | Heddesheim                                       | Rhein-Neckar-Kreis                       | Baden-Württemberg   | linksgewendet                                                                    |
|        | Ortsgemeinde           | Krähenberg                                       | VG Thaleischweiler-Fröschen – Wallhalben | Rheinland-Pfalz     | unbekrönt, linksgewendet                                                         |
|        | Ortsgemeinde           | Pleizenhausen                                    | VG Simmern/Hunsrück                      | Rheinland-Pfalz     | linksgewendet, unbekrönt                                                         |
|        | ehem. Gem.             | Böhl zu Böhl-Iggelheim                           | Rhein-Pfalz-Kreis                        | Rheinland-Pfalz     | auf allen vieren schreitend                                                      |
|        | Ortsgemeinde           | Brücken (Pfalz)                                  | VG Oberes Glantal                        | Rheinland-Pfalz     | schreitend, trägt einen goldenen Hammer                                          |
|        | Ortsgemeinde           | Frettenheim                                      | Alzey-Worms                              | Rheinland-Pfalz     | auf allen vieren schreitend                                                      |
|        | Ortsgemeinde           | Kümbdchen                                        | VG Simmern/Hunsrück                      | Rheinland-Pfalz     | auf allen vieren schreitend                                                      |
|        | Stadt                  | Lambrecht                                        | Bad Dürkheim                             | Rheinland-Pfalz     | obere Hälfte, auf allen vieren schreitend                                        |
|        | Stadt                  | Simmern/Hunsrück                                 | VG Simmern/Hunsrück                      | Rheinland-Pfalz     | auf allen vieren schreitend                                                      |
|        | Verbandsgemeinde       | Simmern/Hunsrück                                 | Rhein-Hunsrück-Kreis                     | Rheinland-Pfalz     | auf allen vieren schreitend                                                      |
|        | Markt                  | Bruck in der Oberpfalz                           | Schwandorf                               | Bayern              | auf allen vieren schreitend                                                      |
|        | Gemeinde               | Schlammersdorf                                   | Neustadt an der Waldnaab                 | Bayern              | schreitend                                                                       |
|        | Gemeinde               | Altlußheim                                       | Rhein-Neckar-Kreis                       | Baden-Württemberg   | unbekrönt, wachsend, mit einem Bischofsstab                                      |
|        | Stadt                  | Bad Tölz                                         | Bad Tölz-Wolfratshausen                  | Bayern              | wachsend, unbekrönt                                                              |
|        | Ortsgemeinde           | Ilbesheim                                        | VG Landau-Land                           | Rheinland-Pfalz     | unbekrönt, aus einem grünen Dreiberg wachsend                                    |
|        | Ortsgemeinde           | Selzen                                           | VG Rhein-Selz                            | Rheinland-Pfalz     | wachsend, einen silbernen Schlüssel tragend                                      |
|        | Stadt                  | Alzey                                            | Alzey-Worms                              | Rheinland-Pfalz     | wachsend                                                                         |
|        | Stadt                  | Amberg                                           | Amberg                                   | Bayern              | wachsend                                                                         |
|        | Ortsgemeinde           | Dorn-Dürkheim                                    | VG Rhein-Selz                            | Rheinland-Pfalz     | wachsend                                                                         |
|        | Ortsgemeinde           | Eimsheim                                         | VG Rhein-Selz                            | Rheinland-Pfalz     | wachsend                                                                         |
|        | Ortsgemeinde           | Erdesbach                                        | VG Kusel-Altenglan                       | Rheinland-Pfalz     | wachsend                                                                         |
|        | Landkreis              | Germersheim                                      |                                          | Rheinland-Pfalz     | wachsend                                                                         |
|        | Ortsgemeinde           | Heinzenhausen                                    | VG Lauterecken-Wolfstein                 | Rheinland-Pfalz     | wachsend                                                                         |
|        | Ortsgemeinde           | Hochborn                                         | Alzey-Worms                              | Rheinland-Pfalz     | wachsend                                                                         |
|        | Stadt                  | Hockenheim                                       | Rhein-Neckar-Kreis                       | Baden-Württemberg   | wachsend                                                                         |
|        | Gemeinde               | Kirchenpingarten                                 | Bayreuth                                 | Bayern              | wachsend, trägt einen Bienenkorb                                                 |
|        | ehem. Gem.             | Oberhochstadt                                    | Hochstadt (Pfalz)                        | Rheinland-Pfalz     | wachsend, trägt eine silberne Raute (bis 1969)                                   |
|        | Stadt                  | Schwandorf                                       | Schwandorf                               | Bayern              | wachsend                                                                         |
|        | Verbandsgemeinde       | Sprendlingen-Gensingen                           | Mainz-Bingen                             | Rheinland-Pfalz     | auf blau                                                                         |
|        | Markt                  | Eslarn                                           | Neustadt an der Waldnaab                 | Bayern              | unbekrönt, wachsend                                                              |
|        | Ortsgemeinde           | Biebelnheim                                      | Alzey-Worms                              | Rheinland-Pfalz     | wachsend                                                                         |
|        | Ortsgemeinde           | Harthausen                                       | Rhein-Pfalz-Kreis                        | Rheinland-Pfalz     | zwei wachsende Löwen, vgl. das ältere Wappen                                     |
|        | (älteres Wappen)       | Harthausen                                       | Rhein-Pfalz-Kreis                        | Rheinland-Pfalz     | 1845–1951, zwei einander zugekehrte unbekrönte Löwen, die einen Mühlstein tragen |
|        | ehem. Gem.             | Niedereisenbach                                  | Landkreis Kusel                          | Rheinland-Pfalz     | wachsend, unbekrönt                                                              |
|        | Gemeinde               | Alfeld (Mittelfranken)                           | Nürnberger Land                          | Bayern              | wachsend                                                                         |
|        | Gemeinde               | Steindorf                                        | Aichach-Friedberg                        | Bayern              | wachsend                                                                         |
|        | Verbandsgemeinde       | Alzey-Land                                       | Alzey-Worms                              | Rheinland-Pfalz     | wachsend                                                                         |
|        | Ortsgemeinde           | Belgweiler                                       | VG Simmern/Hunsrück                      | Rheinland-Pfalz     | wachsend, unbekrönt                                                              |
|        | Ortsgemeinde           | Manubach                                         | VG Rhein-Nahe                            | Rheinland-Pfalz     | wachsend, trägt einen Wappenschild                                               |
|        | Ortsgemeinde           | Undenheim                                        | VG Rhein-Selz                            | Rheinland-Pfalz     |                                                                                  |
|        | Gemeinde               | Berg bei Neumarkt in der Oberpfalz               | Neumarkt in der Oberpfalz                | Bayern              | wachsend                                                                         |
|        | Ortsgemeinde           | Glanbrücken                                      | VG Lauterecken-Wolfstein                 | Rheinland-Pfalz     | wachsend, unbekrönt                                                              |
|        | Gemeinde               | Erharting                                        | Mühldorf am Inn                          | Bayern              | wachsend                                                                         |
|        | Gemeinde               | Großkarolinenfeld                                | Rosenheim                                | Bayern              | unbekrönt, aus einem grünen Dreiberg wachsend                                    |
|        | Ortsgemeinde           | Höheischweiler                                   | VG Thaleischweiler-Fröschen – Wallhalben | Rheinland-Pfalz     | wachsend, unbekrönt                                                              |
|        | ehem. VG               | Wallhalben                                       | Südwestpfalz                             | Rheinland-Pfalz     | unbekrönt, wachsend                                                              |
|        | Verbandsgemeinde       | Annweiler am Trifels                             | Südliche Weinstraße                      | Rheinland-Pfalz     | wachsend                                                                         |
|        | ehem. LK               | Ludwigshafen                                     |                                          | Rheinland-Pfalz     | wachsend, unbekrönt, einen goldenen Schlüssel tragend                            |
|        | Ortsgemeinde           | Münchweiler am Klingbach                         | VG Annweiler am Trifels                  | Rheinland-Pfalz     | unbekrönt, wachsend                                                              |
|        | Landkreis              | Neuburg-Schrobenhausen                           | Oberbayern                               | Bayern              | wachsend                                                                         |
|        | Verbandsgemeinde       | Rhein-Nahe                                       | Mainz-Bingen                             | Rheinland-Pfalz     |                                                                                  |
|        | Verbandsgemeinde       | Deidesheim                                       | Bad Dürkheim                             | Rheinland-Pfalz     | wachsend                                                                         |
|        | ehem. VG               | Hettenleidelheim                                 | Bad Dürkheim                             | Rheinland-Pfalz     | wachsend                                                                         |
|        | Ortsgemeinde           | Niederheimbach                                   | VG Rhein-Nahe                            | Rheinland-Pfalz     | wachsend                                                                         |
|        | Ortsgemeinde           | Albersweiler                                     | VG Annweiler am Trifels                  | Rheinland-Pfalz     | unbekrönt, linksgewendet, wachsend                                               |
|        | Stadt                  | Schwetzingen                                     | Rhein-Neckar-Kreis                       | Baden-Württemberg   | linksgewendet, unbekrönt, wachsend                                               |
|        | Stadt                  | Freinsheim                                       | Bad Dürkheim                             | Rheinland-Pfalz     | linksgewendet, wachsend                                                          |
|        | Verbandsgemeinde       | Bad Bergzabern                                   | Südliche Weinstraße                      | Rheinland-Pfalz     | wachsend, unbekrönt, linksgewendet                                               |
|        | Markt                  | Laaber                                           | Regensburg                               | Bayern              | nur der Kopf                                                                     |
|        | Gemeinde               | Baar                                             | Aichach-Friedberg                        | Bayern              | nur der Kopf                                                                     |
|        | Gemeinde               | Schwarzenbach (Oberpfalz)                        | Neustadt an der Waldnaab                 | Bayern              | nur der Kopf                                                                     |
|        | Gemeinde               | Hirschbach                                       | Amberg-Sulzbach                          | Bayern              | nur der Kopf                                                                     |
|        | Markt                  | Burglengenfeld                                   | Schwandorf                               | Bayern              | Vorderansicht des Kopfes                                                         |
|        | Stadtteil              | Mörsch zu Frankenthal (Pfalz)                    | Frankenthal (Pfalz)                      | Rheinland-Pfalz     |                                                                                  |
|        | Stadtteil              | Mörsch zu Frankenthal (Pfalz)                    | Frankenthal (Pfalz)                      | Rheinland-Pfalz     |                                                                                  |
|        | Stadtteil              | Oggersheim zu Ludwigshafen                       | Ludwigshafen                             | Rheinland-Pfalz     |                                                                                  |
|        | Stadtteil              | Grevenhausen zu Lambrecht (Pfalz)                | Ludwigshafen                             | Rheinland-Pfalz     |                                                                                  |
|        | Ortsgemeinde           | Wachenheim an der Weinstraße                     | Bad Dürkheim                             | Rheinland-Pfalz     | eins von zwei genehmigten Wappen                                                 |
|        | Ortsgemeinde           | Wachenheim an der Weinstraße                     | Bad Dürkheim                             | Rheinland-Pfalz     | auf silbernem Grund, hält ein schwarzes W; eins von zwei genehmigten Wappen      |
|        | ehem. LK               | Landkreis Rockenhausen                           |                                          | Rheinland-Pfalz     |                                                                                  |
|        | Ortsgemeinde           | Niedermoschel                                    | Donnersbergkreis                         | Rheinland-Pfalz     |                                                                                  |
|        | Ortsgemeinde           | Oberndorf                                        | Donnersbergkreis                         | Rheinland-Pfalz     |                                                                                  |
|        | Ortsgemeinde           | Sitters                                          | Donnersbergkreis                         | Rheinland-Pfalz     |                                                                                  |
|        | Ortsgemeinde           | Einselthum                                       | Donnersbergkreis                         | Rheinland-Pfalz     |                                                                                  |
|        | Ortsgemeinde           | Mörsfeld                                         | Donnersbergkreis                         | Rheinland-Pfalz     |                                                                                  |
|        | Verbandsgemeinde       | Nordpfälzer Land                                 | Donnersbergkreis                         | Rheinland-Pfalz     |                                                                                  |
|        | ehem. Verbandsgemeinde | Rockenhausen                                     | Donnersbergkreis                         | Rheinland-Pfalz     |                                                                                  |
|        | Ortsgemeinde           | Dielkirchen                                      | Donnersbergkreis                         | Rheinland-Pfalz     |                                                                                  |
|        | Ortsgemeinde           | Gundersweiler                                    | Donnersbergkreis                         | Rheinland-Pfalz     |                                                                                  |
|        | Ortsgemeinde           | Ransweiler                                       | Donnersbergkreis                         | Rheinland-Pfalz     |                                                                                  |
|        | Ortsgemeinde           | Ruppertsecken                                    | Donnersbergkreis                         | Rheinland-Pfalz     |                                                                                  |
|        | Ortsgemeinde           | Bellheim                                         | Germersheim                              | Rheinland-Pfalz     |                                                                                  |
|        | Ortsgemeinde           | Berg (Pfalz)                                     | Germersheim                              | Rheinland-Pfalz     |                                                                                  |
|        | Ortsgemeinde           | Neuburg am Rhein                                 | Germersheim                              | Rheinland-Pfalz     |                                                                                  |
|        | Ortsgemeinde           | Erlenbach bei Kandel                             | Germersheim                              | Rheinland-Pfalz     |                                                                                  |
|        | Ortsgemeinde           | Winden                                           | Germersheim                              | Rheinland-Pfalz     |                                                                                  |
|        | Verbandsgemeinde       | Bruchmühlbach-Miesau                             | Kaiserslautern                           | Rheinland-Pfalz     |                                                                                  |
|        | Ortsgemeinde           | Bruchmühlbach-Miesau                             | Kaiserslautern                           | Rheinland-Pfalz     |                                                                                  |
|        | Ortsgemeinde           | Frankelbach                                      | Kaiserslautern                           | Rheinland-Pfalz     |                                                                                  |
|        | Verbandsgemeinde       | Ramstein-Miesenbach                              | Kaiserslautern                           | Rheinland-Pfalz     |                                                                                  |
|        | Ortsgemeinde           | Hütschenhausen                                   | Kaiserslautern                           | Rheinland-Pfalz     |                                                                                  |
|        | ehem. Gem.             | Hütschenhausen zu Hütschenhausen                 | Kaiserslautern                           | Rheinland-Pfalz     |                                                                                  |
|        | ehem. Gem.             | Katzenbach zu Hütschenhausen                     | Kaiserslautern                           | Rheinland-Pfalz     |                                                                                  |
|        | ehem. Gem.             | Spesbach zu Hütschenhausen                       | Kaiserslautern                           | Rheinland-Pfalz     |                                                                                  |
|        | Ortsgemeinde           | Niedermohr                                       | Kaiserslautern                           | Rheinland-Pfalz     |                                                                                  |
|        | ehem. Gem.             | Niedermohr zu Niedermohr                         | Kaiserslautern                           | Rheinland-Pfalz     |                                                                                  |
|        | ehem. Gem.             | Reuschbach zu Niedermohr                         | Kaiserslautern                           | Rheinland-Pfalz     |                                                                                  |
|        | Ortsgemeinde           | Ramstein-Miesenbach                              | Kaiserslautern                           | Rheinland-Pfalz     |                                                                                  |
|        | ehem. Gem.             | Ramstein zu Ramstein-Miesenbach                  | Kaiserslautern                           | Rheinland-Pfalz     |                                                                                  |
|        | Ortsgemeinde           | Steinwenden                                      | Kaiserslautern                           | Rheinland-Pfalz     |                                                                                  |
|        | ehem. Gem.             | Steinwenden-Weltersbach zu Steinwenden           | Kaiserslautern                           | Rheinland-Pfalz     |                                                                                  |
|        | ehem. Gem.             | Weltersbach zu Steinwenden                       | Kaiserslautern                           | Rheinland-Pfalz     |                                                                                  |
|        | ehem. Gem.             | Reichenbach zu Reichenbach-Steegen               | Kaiserslautern                           | Rheinland-Pfalz     | unbekrönt                                                                        |
|        | ehem. Gem.             | Fockenberg-Limbach zu Reichenbach-Steegen        | Kaiserslautern                           | Rheinland-Pfalz     | unbekrönt                                                                        |
|        | ehem. LK               | Landkreis Zweibrücken                            |                                          | Rheinland-Pfalz     |                                                                                  |
|        | Ortsgemeinde           | Battweiler                                       | Südwestpfalz                             | Rheinland-Pfalz     |                                                                                  |
|        | ehem. LK               | Landkreis Bad Bergzabern                         |                                          | Rheinland-Pfalz     |                                                                                  |
|        | ehem. LK               | Landkreis Landau                                 |                                          | Rheinland-Pfalz     |                                                                                  |
|        | ehem. Gem.             | Gräfenhausen zu Annweiler am Trifels             | Südliche Weinstraße                      | Rheinland-Pfalz     |                                                                                  |
|        | Ortsgemeinde           | Dörrenbach                                       | Südliche Weinstraße                      | Rheinland-Pfalz     |                                                                                  |
|        | ehem. Gem.             | Rechtenbach zu Schweigen-Rechtenbach             | Südliche Weinstraße                      | Rheinland-Pfalz     |                                                                                  |
|        | ehem. Gem.             | Mühlhofen zu Billigheim-Ingenheim                | Südliche Weinstraße                      | Rheinland-Pfalz     |                                                                                  |
|        | Ortsgemeinde           | Hallgarten                                       | Bad Kreuznach                            | Rheinland-Pfalz     |                                                                                  |
|        | Ortsgemeinde           | Oberhausen an der Nahe                           | Bad Kreuznach                            | Rheinland-Pfalz     |                                                                                  |
|        | ehem. LK               | Landkreis St. Ingbert                            |                                          | Saarland            |                                                                                  |
|        | ehem. Gem.             | Bliesdalheim zu Gersheim                         | Saarpfalz-Kreis                          | Saarland            | unbekrönt                                                                        |
|        | ehem. Gem.             | Walsheim zu Gersheim                             | Saarpfalz-Kreis                          | Saarland            |                                                                                  |
|        | Stadt                  | St. Ingbert                                      | Saarpfalz-Kreis                          | Saarland            | unbekrönt                                                                        |
|        | ehem. Gem.             | Hassel zu St. Ingbert                            | Saarpfalz-Kreis                          | Saarland            |                                                                                  |
|        | Landkreis              | Bad Kreuznach                                    |                                          | Rheinland-Pfalz     |                                                                                  |
|        | Verbandsgemeinde       | Traben-Trarbach                                  | Kreis Bernkastel-Wittlich                | Rheinland-Pfalz     |                                                                                  |
|        | ehem. Gem.             | Pfalzdorf zu Goch                                | Kreis Kleve                              | Nordrhein-Westfalen |                                                                                  |
|        | ehem. Gem.             | Ibersheim zu Worms                               | Worms                                    | Rheinland-Pfalz     |                                                                                  |
|        | ehem. Gem.             | Rheindürkheim zu Worms                           | Worms                                    | Rheinland-Pfalz     |                                                                                  |
|        | Ortsgemeinde           | Albig                                            | Alzey-Worms                              | Rheinland-Pfalz     | wachsend                                                                         |
|        | Ortsgemeinde           | Freimersheim (Rheinhessen)                       | Alzey-Worms                              | Rheinland-Pfalz     | hält den Buchstaben F in den Vorderpranken                                       |
|        | Stadtteil              | Veltenhof zu Braunschweig                        | Braunschweig                             | Niedersachsen       | trägt ein silbernes Gebäude                                                      |
|        | Ortsgemeinde           | Riegenroth                                       | Rhein-Hunsrück-Kreis                     | Rheinland-Pfalz     | Palmwedel                                                                        |
|        | Ortsgemeinde           | Holzbach                                         | Rhein-Hunsrück-Kreis                     | Rheinland-Pfalz     | auf blau-weißen Wecken                                                           |
|        | Ortsgemeinde           | Argenthal                                        | Rhein-Hunsrück-Kreis                     | Rheinland-Pfalz     | linksgewendet, unbekrönt                                                         |
|        | Ortsgemeinde           | Ohlweiler                                        | Rhein-Hunsrück-Kreis                     | Rheinland-Pfalz     | linksgewendet, unbekrönt                                                         |
|        | Marktgemeinde          | Mauerkirchen                                     | Bezirk Braunau am Inn                    | Oberösterreich      | unbekrönt                                                                        |
|        | Gemeinde               | Pöndorf                                          | Bezirk Vöcklabruck                       | Oberösterreich      | linksgewendet                                                                    |
|        | Stadt                  | Rain (Lech)                                      | Donau-Ries                               | Bayern              | nur der Kopf, herschauend (gemindert)                                            |
|        | Ortsgemeinde           | Eppelsheim                                       | Alzey-Worms                              | Rheinland-Pfalz     |                                                                                  |
|        | ehem. LK               | Sankt Goar                                       |                                          | Rheinland-Pfalz     |                                                                                  |
|        | ehem. LK               | Sankt Goarshausen                                |                                          | Rheinland-Pfalz     |                                                                                  |
|        | Verbandsgemeinde       | Rheinauen                                        | Rhein-Pfalz-Kreis                        | Rheinland-Pfalz     | unbekrönt, hält einen Wappenschild                                               |
|        | Verbandsgemeinde       | Rhein-Selz                                       | Landkreis Mainz-Bingen                   | Rheinland-Pfalz     |                                                                                  |
|        | ehem. Gem.             | Merzhausen zu Usingen                            | Hochtaunuskreis                          | Hessen              |                                                                                  |

## Der Pfälzer Löwe in Wappen der Bundeswehr
| Wappen | Truppenteil                               | Standort                                    |
| ------ | ----------------------------------------- | ------------------------------------------- |
|        | Landeskommando Rheinland-Pfalz (bis 2021) | Mainz in der Generalfeldzeugmeister-Kaserne |
|        | Landeskommando Rheinland-Pfalz (ab 2021)  | Mainz in der Generalfeldzeugmeister-Kaserne |
|        | Landeskommando Saarland                   | Saarlouis in der Graf-Werder-Kaserne        |